# Van Mpumalanga tot die Kaap
 Van Mpumalanga tot die Kaap  is het zevende studioalbum van Stef Bos uit 2001. Op het album werkt hij samen met verschillende Zuid-Afrikaanse artiesten.  
Aan het album zijn twee bonustracks toegevoegd, deze nummers zijn samen met het lied Ver hier vandaan uitgevoerd door Frank Boeijen, Stef Bos en het Barakabahokoor eerder uitgebracht op een speciale CD Maxi-Single met de titel Kind van de vijand. 

## Nummers
| Nr. | Titel                         | Schrijver(s)                                         | Duur |
| --- | ----------------------------- | ---------------------------------------------------- | ---- |
| 1.  | Suikerbossie                  | Stef Bos                                             | 3:00 |
| 2.  | Stad van goud (Egoli II)      | Tu Nokwe, Stef Bos                                   | 7:45 |
| 3.  | Ndisina Iwe                   | Louis Mhlanga, Fana Kekana, Stella Khumalo, Stef Bos | 4:05 |
| 4.  | Hosane                        | Louis Mhlanga, Fana Kekana, Stella Khumalo, Stef Bos | 3:47 |
| 5.  | Witsand                       | Stef Bos                                             | 3:56 |
| 6.  | Die taal van my hart          | Stef Bos                                             | 3:55 |
| 7.  | Zondag in Soweto              | Stef Bos                                             | 5:18 |
| 8.  | Jij daar in het donker        | Afrika Mamas, Stef Bos                               | 5:25 |
| 9.  | Die duiwel en god             | Koos Kombuis, Stef Bos                               | 2:45 |
| 10. | Het avondland                 | Koos Kombuis, Stef Bos                               | 5:00 |
| 11. | Wiegelied van die Westkaap    | Stef Bos                                             | 3:13 |
| 12. | De rivier                     | Stef Bos                                             | 5:21 |
| 13. | Als het stil is (Bonus track) | Munyaneza Moise, Frank Boeijen, Stef Bos             | 4:33 |
| 14. | Ingabilé (Bonus track)        | Frank Boeijen, Fons de Poel, Stef Bos                | 3:38 |